# Main Event der World Series of Poker 1983
Das Main Event der World Series of Poker 1983 war das Hauptturnier der 14. Austragung der Poker-Weltmeisterschaft in Las Vegas.

## Turnierstruktur
Das Hauptturnier der World Series of Poker in No Limit Hold’em startete am 16. Mai und endete mit dem Finaltisch am 21. Mai 1983. Ausgetragen wurde das Turnier im Binion’s Horseshoe in Las Vegas. Die insgesamt 108 Teilnehmer mussten ein Buy-in von je 10.000 US-Dollar zahlen, für sie gab es zehn bezahlte Plätze.

## Finaltisch

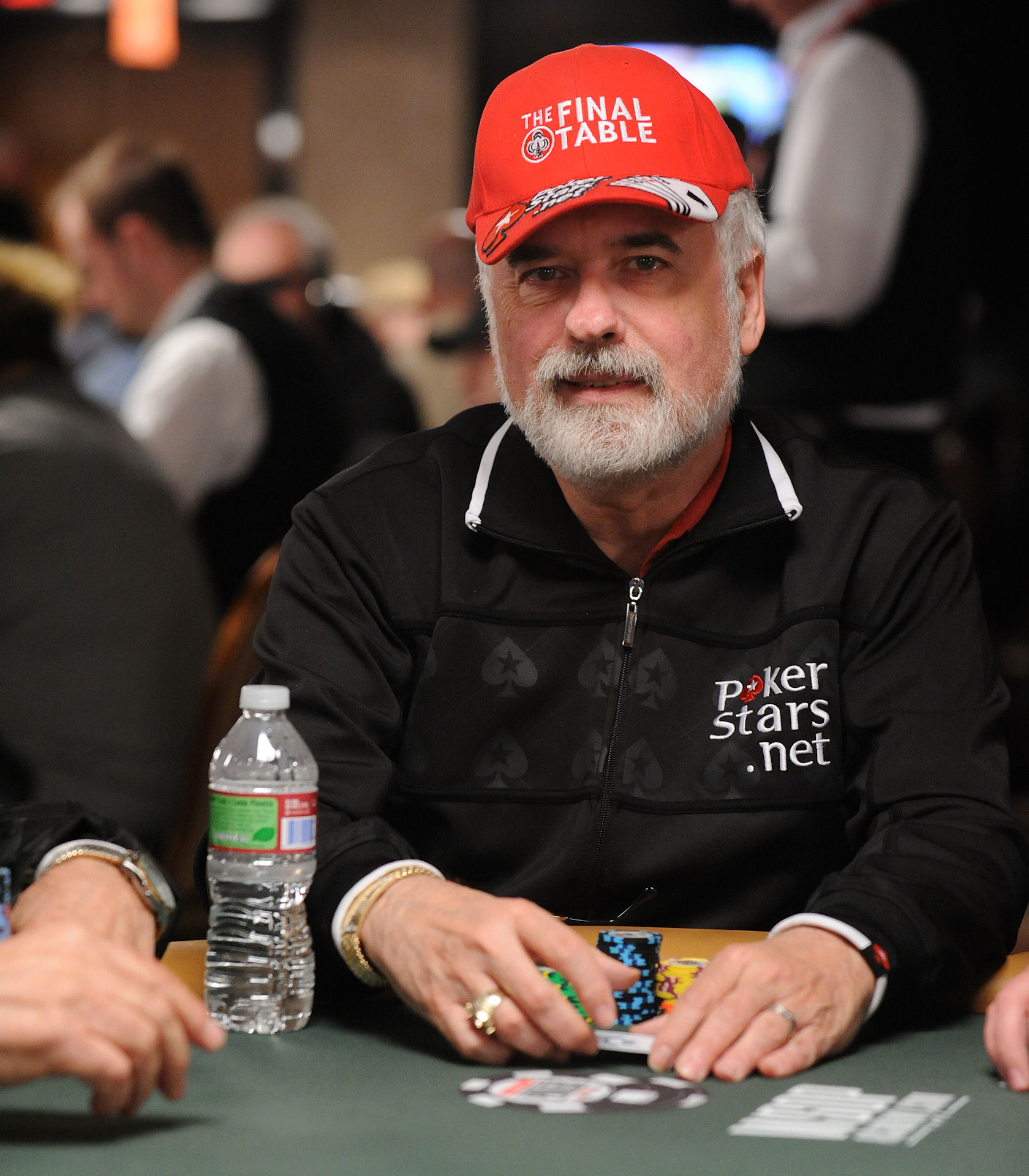
Tom McEvoy (2010)

Der Finaltisch wurde am 21. Mai 1983 ausgespielt. In der finalen Hand gewann McEvoy mit Q♦ Q♠ gegen Peate mit K♦ J♦.
| Platz | Herkunft           | Spieler        | Preisgeld (in $) |
| ----- | ------------------ | -------------- | ---------------- |
| 1     | Vereinigte Staaten | Tom McEvoy     | 540.000          |
| 2     | Vereinigte Staaten | Rod Peate      | 216.000          |
| 3     | Vereinigte Staaten | Doyle Brunson  | 108.000          |
| 4     | Vereinigte Staaten | Carl McKelvey  | 054.000          |
| 5     | Vereinigte Staaten | Robert Geers   | 054.000          |
| 6     | Irland             | Donnacha O’Dea | 043.200          |